# Polski Związek Baseballu i Softballu
Polski Związek Baseballu i Softballu – związek sportowy zajmujący się dyscyplinami baseballu i softballu w Polsce. Powstał w 1978 roku z przekształcenia istniejącego od 1957 roku Polskiego Związku Piłki Palantowej. Związek organizuje rozgrywki Ekstraligi i I ligi mężczyzn, Ligi Softballu kobiet i Małej Ligi juniorów.
Prezesem PZBall jest Grzegorz Białas.

## Statystyka
Kluby:
- Kluby realizujące programy baseballowe lub softballowe: 26[3]

Zawodnicy:
- Liczba zarejestrowanych młodzików: 440
- Liczba zarejestrowanych kadetów: 270
- Liczba zarejestrowanych juniorów: 130
- Liczba zarejestrowanych seniorów: 210

Sędziowie:
- Liczba osób posiadających uprawnienia sędziowskie: 20

## Związki Okręgowe
- Opolski Okręgowy Związek Baseballu i Softballu - OOZBiS
- Górnośląski Okręgowy Związek Baseballu i Softballu - GOZBall
- Warszawsko-Mazowiecki Okręgowy Związek Baseballu i Softballu - WMZBiS